# Encrasima simpliciella
Encrasima simpliciella is een vlinder uit de familie van de dominomotten (Autostichidae). De wetenschappelijke naam van de soort is voor het eerst geldig gepubliceerd in 1858 door Stainton.